# Plumeria subsessilis
Plumeria subsessilis är en oleanderväxtart som beskrevs av A.Dc.. Plumeria subsessilis ingår i släktet Plumeria och familjen oleanderväxter. Inga underarter finns listade i Catalogue of Life.